# ARM Cortex-A520
Az ARM Cortex-A520 az Arm tervezőcég egyik „little” (kis) típusú CPU-mag modellje, amit a TCS23 (Total Compute Solutions) termékcsomag ill. fejlesztési stratégia részeként mutatott be 2023-ban. Az ARM Cortex-A510 CPU-mag utódja. A Cortex-A500-as CPU-magok sorozata általában a nagy hatékonyságra összpontosít. A processzormag párosítható a többi CPU-maggal a családon belül, például ARM Cortex-A720 és/vagy Cortex-X4 magokkal egy klaszterben.

## Fejlesztések
- 8%-os csúcsteljesítmény-javulás a Cortex-A510-hez képest[7]
- csak 64 bites alkalmazások támogatása (a 32 bites támogatás megszűnt)
- max. 512 MiB privát L2 gyorsítótár (0–256 MiB-ról)
- megjelent benne a QARMA3 mutatóhitelesítés (Pointer Authentication, PAC) algoritmus támogatása
- frissítés ARMv9.2-re[8]

## Architekturális összehasonlítás
| mikroarchitektúra                                           | Cortex-A53           | Cortex-A55           | Cortex-A510          | Cortex-A520      |
| ----------------------------------------------------------- | -------------------- | -------------------- | -------------------- | ---------------- |
| max. órajelfrekvencia                                       | 2,3 GHz              | 2,1 GHz              | 2,0 GHz              | 2,0 GHz          |
| dekódolás szélessége                                        | 2                    | 2                    | 3                    | 3 (2 ALU)        |
| kiküldés                                                    | 8                    | 8                    |                      |                  |
| végrehajtás alatt álló utasítások max. száma                | nincs (in-order)     | nincs (in-order)     | nincs (in-order)     | nincs (in-order) |
| elágazás-előrejelző (branch predictor) történet (bejegyzés) | 3072                 |                      |                      |                  |
| L0 (MOp bejegyzés)                                          | nincs                | nincs                | nincs                | nincs            |
| L1-utasítás + L1-adat                                       | 8/64+8/64 KiB        | 16/64+16/64 KiB      | 32/64+32/64 KiB      | 32/64+32/64 KiB  |
| L2                                                          | 0–256 KiB            | 0–256 KiB            | 0–512 KiB            | 0–512 KiB        |
| L3                                                          | ?                    | 0–4 MiB              | 0–16 MiB             | 0-32 MiB         |
| AArch                                                       | 32 bites és 64 bites | 32 bites és 64 bites | 32 bites és 64 bites | 64 bites         |
| architektúra                                                | ARMv8.0-A            | ARMv8.2-A            | ARMv9.0-A            | ARMv9.2-A        |

## Fordítás
Ez a szócikk részben vagy egészben  az   ARM Cortex-A520 című angol Wikipédia-szócikk ezen változatának fordításán alapul.  Az eredeti cikk szerkesztőit annak laptörténete sorolja fel. Ez a jelzés csupán a megfogalmazás eredetét és a szerzői jogokat jelzi, nem szolgál a cikkben szereplő információk forrásmegjelöléseként.